# Erythromma najas

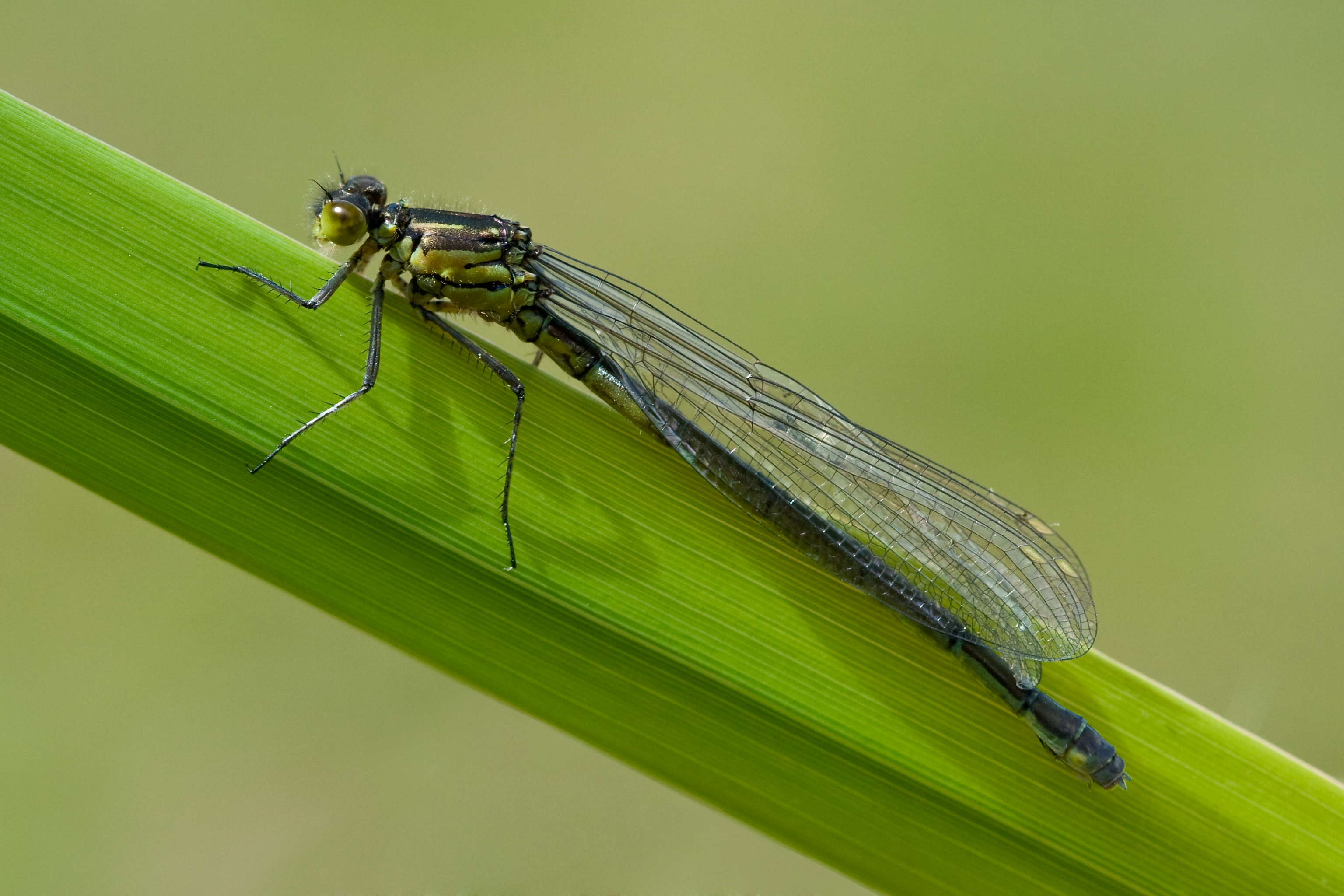
Femella

Erythromma najas és un odonat zigòpter de la família Coenagrionidae.

## Aspecte
L'Erythromma najas és un petit odonat que fa uns 35 mil·límetres de llargada, de coloració negra amb taques blaves.
El mascle s'assembla a altres cenagriònids (Ischnura sp.), però es distingeix pels seus ulls grans i espaiats que són d'un vermell intens. És molt similar a l'ullroig petit (Erythromma viridulum).

## Comportament
Els mascles passen la major part del seu temps perxats sobre les fulles de la vegetació flotant de pantans, basses i canals. S'aparellen amb les femelles que fan la posta sobre la vegetació aquàtica.

## Distribució
Es distribueix pel centre d'Europa i part de l'Àsia occidental. No és present a Catalunya.